# Jump (песня Tyla, Gunna и Skillibeng)
«Jump» — песня южноафриканской певицы Tyla, американского рэпера Gunna и ямайского рэпера Skillibeng из одноимённого дебютного альбома Тайлы. Песня была написана Тайлой, Моккой, Беливве, Gunna, Skillibeng и её продюсером Сэмми СоСо. В музыкальном плане «Jump» представляет собой жанровый сплав афробита, дэнсхолла и хип-хопа. В ней присутствуют пульсирующий бас, перкуссия амапиано и скандирование выражения на языке зулу «haibo». Tyla размышляет о своём восхождении к славе с хвастовством в текстах и ссылается на Йоханнесбург, город, где она родилась и выросла, двумя его разговорными названиями, Joburg и Jozi.
После того, как «Jump» стал трендом на сервисе обмена видео TikTok, 14 мая 2024 года «Jump» был отправлен на радиостанции США жанра современной ритмической музыки (Rhythmic contemporary) в качестве четвёртого сингла альбома. Критики похвалили уверенную игру Тайлы в песне, в то время как некоторые критиковали внешний вид Гунны. «Jump» занял 18-е место в чарте Южной Африки и стал вторым синглом Тайлы, вошедшим в британский топ-40 UK Singles Chart. Музыкальное видео, снятое в основном в районах Йоханнесбурга Хиллброу и Соуэто, было расценено местными СМИ как подлинное представление Южной Африки.

## Предыстория и релиз
Тайла написала «Jump» совместно со своими постоянными соавторами Believve, Mocha, Ari PenSmith и продюсером песни Сэмми Сосо. По словам Сосо, разнообразие культур группы непреднамеренно создало жанровое слияние в «Jump». Во время визита Тайлы на Ямайку в октябре 2023 года она переслушала песню и почувствовала, что ей нужно ямайское звучание, и сообщила своей команде связаться со Skillibeng для публикации. В то время она также говорила с Ганной о сотрудничестве. Впечатлённая его интересом к африканской музыке и культуре, Тайла подумала, что Ганна возвысит «Jump» и придаст ей более грубое хип-хоп-звучание. Песня была записана в студии Miloco Studios в Лондоне.
«Jump» был выпущен FAX и Epic Records 22 марта 2024 года в качестве девятого трека на одноимённом дебютном студийном альбоме Tyla. Сопровождающее лирическое видео было опубликовано на YouTube в тот же день . Хотя «Truth or Dare» и «Art» в то время продвигались как синглы Tyla, «Jump» стал популярным на стриминговых платформах, увеличив количество своих стримов почти на 10 % в течение четырёх последовательных недель. Его подстегнули два вирусных танцевальных тренда на сервисе обмена видео TikTok. Первый был танцем, созданным Зои Батист, в то время как второй был основан на вступлении первого куплета Tyla: «У них никогда не было красивой девушки из Йобурга / Смотрите меня сейчас, и это то, что они предпочитают». 14 мая 2024 года «Jump» был передан на ритмичных современных радиостанциях в Соединённых Штатах в качестве четвёртого сингла альбома . Песня была отправлена для трансляции на радио в Италии 7 июня 2024 года.

## Композиция
«Jump» — это жанровый сплав афробитса, дэнсхолла и хип-хопа. В песне присутствуют эхом древесные барабаны и перкуссия, характерные для жанра амапиано, а также аккорды R&B. Лукас Мартинс из Beats Per Minute описывает её как «самую трэп-соседскую постановку» в альбоме. Движимый дэнсхоллом и пульсирующим басом, трек избегает более лёгкого звучания другой музыки Тайлы.

## Отзывы
«Jump» был в целом хорошо принят критиками после релиза. Написавшая для Stereogum Кэтрин Сент-Асаф считала, что Тайла «расслабилась» с песней и доказала, что у неё есть и «игривость, и уравновешенность». Робин Мюррей из Clash назвала её «превосходной демонстрацией огненной поп-магии». Таня Гарсия из Variety написала, что Тайла обрела уверенность и успешно подчеркнула свою фразировку, приведя в пример слово «prefer» в первом куплете. Гарсия назвала её треком в альбоме, который, скорее всего, станет «гимном вечеринки». Олив Пометси из The Face сказала, что песня имеет «возвышенный, более сексуальный подход к типично лёгкому звучанию Tyla, дополненный припевом, который может просто застрять у вас в голове на весь день».
В рецензии для Billboard Кайл Денис и Майкл Сапонара назвали эту песню «жанрово-изменяющим» треком альбома и сравнили каденцию Тайлы с расслабленным стилем Рианны. По их мнению, песня «продолжает её послужной список жарких, приносящих удовольствие бопов, позволяют ей всегда держать себя в руках». С другой стороны, Джошуа Минсу Ким из Resident Advisor посчитал, что песня является исключением из правил альбома, преследующим тренды, и написал, что Tyla принимает «неловкий патуа». Джулианна Эскобедо Шепард из Pitchfork нашла внешность Гунны «немного сбивающей с толку» и раскритиковала его рифмы, но назвала трек «черносветлым хитом». Тай Сент-Луи из HipHopDX сказал, что участие Гунны было напрасным, потому что он звучит «едва узнаваемо».

## Музыкальное видео
Музыкальное видео для «Jump» было снято Набилем, который работал с Тайлой над видео для «Truth or Dare» и «Art». Сцены с Тайлой и Гунной были сняты 1 мая 2024 года в Хиллброу, Йоханнесбург, и Клиптауне, Соуэто. Часть видео также была снята в Konka, ночном клубе в Соуэто. Видео включает в себя новый куплет Скиллибенг, который был снят отдельно в Кингстоне, Ямайка.[48] Набиль работал с продюсерской компанией Happy Place, а также южноафриканскими и ямайскими профессионалами для съёмок. Музыкальное видео было выпущено 20 мая 2024 года.

### Отзывы
Музыкальный клип получил 2,1 миллиона просмотров на YouTube за первые два дня релиза. Южноафриканские СМИ похвалили его за то, что он является подлинным представлением страны. Серхио Миллер из журнала Bona написал, что Тайла «приняла своё наследие, демонстрируя самую подлинную версию Южной Африки». Эммануэль Эсомнофу из OkayAfrica оценил «художественную эксцентричность» и динамичную кинематографию. Он чувствовал, что видео изображает страну в новом и позитивном свете, назвав его «творческим альянсом, который преуспевает на всех фронтах». Олутандо Кетейи из Independent Online считал, что оно было «хорошо выполнено» и «сохранило аутентичность и наполнено ностальгическим привкусом, который можно найти только в Мзанси».

## Признание

### Награды и номинации
| Организация                      | Год  | Награда                        | Результат | Ссылка |
| -------------------------------- | ---- | ------------------------------ | --------- | ------ |
| African Entertainment Awards USA | 2024 | Best Collaboration             | Номинация | [ 36 ] |
| Billboard Music Awards           | 2024 | Top Afrobeats Song             | Номинация | [ 37 ] |
| NAACP Image Awards               | 2025 | Outstanding International Song | Ожидается | [ 38 ] |
| Trace Awards                     | 2025 | Song of the Year               | Ожидается | [ 39 ] |
| Trace Awards                     | 2025 | Best Music Video               | Ожидается | [ 39 ] |

### Итоговые списики
| Публикация | Список                    | Год  | Ранг | Ссылка |
| ---------- | ------------------------- | ---- | ---- | ------ |
| NME        | The 50 best songs of 2024 | 2024 | 13   | [ 40 ] |
| Vibe       | Song of the Summer        | 2024 | 4    | [ 41 ] |

## Участники записи
По данным заметок альбома Tyla
- Tyla — автор, вокал, бэк-вокал
- Gunna — автор, вокал
- Skillibeng — автор, вокал
- Sammy Soso — автор, продюсирование, вокальное продюсирование, бэк-вокал

## Чарты

### Еженедельные чарты
| Чарт (2024)                               | Высшая позиция |
| ----------------------------------------- | -------------- |
| Канада (Billboard Canadian Hot 100)       | 87             |
| Франция (Overseas Airplay, SNEP)          | 30             |
| Мир (Billboard Global 200)                | 195            |
| Греция (IFPI)                             | 31             |
| Ирландия (IRMA)                           | 66             |
| Нидерланды (Single Top 100)               | 51             |
| Новая Зеландия (RMNZ)                     | 22             |
| Нигерия (TurnTable Top 100)               | 57             |
| Португалия (AFP)                          | 179            |
| ЮАР (TOSAC)                               | 18             |
| Швейцария (Schweizer Hitparade)           | 49             |
| Великобритания (OCC UK Singles)           | 38             |
| Великобритания (OCC UK Afrobeats)         | 1              |
| Великобритания (OCC UK Hip Hop/R&B)       | 8              |
| США (Billboard Afrobeats Songs)           | 3              |
| США (Billboard Hot R&B/Hip-Hop Songs)     | 42             |
| США (Billboard Rhythmic)                  | 16             |
| США (World Digital Song Sales, Billboard) | 6              |

## Сертификации
| Регион                                                                      | Сертификация | Продажи |
| --------------------------------------------------------------------------- | ------------ | ------- |
| Бразилия (ABPD)                                                             | Золотой      | 20 000  |
| Канада (Music Canada)                                                       | Золотой      | 40 000  |
| Новая Зеландия (RMNZ)                                                       | Золотой      | 15 000  |
| ЮАР (RISA)                                                                  | Платиновый   | 40 000  |
| Великобритания (BPI)                                                        | Серебряный   | 200 000 |
| Данные о продажах + прослушиваниях приведены только на основе сертификации. |              |         |

## История релиза
| Регион | Дата        | Формат             | Лейбл      | Ссылка |
| ------ | ----------- | ------------------ | ---------- | ------ |
| США    | 14 мая 2024 | Rhythmic crossover | Epic FAX   | [ 10 ] |
| Италия | 7 июня 2024 | Radio airplay      | Sony Italy | [ 11 ] |